# 脂質代謝
脂質代謝（ししつたいしゃ、英: lipid metabolism、脂肪代謝とも）とは、細胞内での脂質の合成と分解のことで、エネルギー源となる脂肪の分解または貯蔵、および細胞膜の構築に関わるような構造的および機能的な脂質の合成などを含む。動物では、これらの脂肪は食物から得るか、肝臓で合成する。この脂肪を合成するプロセスが脂質生合成（英: lipogenesis）である。ヒトが食物を摂取することで体内に存在する脂質の大半は、中性脂肪（neutral fat、トリグリセリド(triglycerides)とも）とコレステロール（cholesterol）である。体内に存在する他の種類の脂質は、脂肪酸（fatty acids）と膜脂質（membrane lipid）である。脂質代謝は、食物脂肪の消化と吸収の過程と考えられがちだが、生物がエネルギーを得るための脂肪の供給源は、食物脂肪（dietary fats）の消費と貯蔵脂肪（stored fats）からの2つがある。ヒトを含む脊椎動物は、心臓などの器官が機能するためのエネルギーを作り出すために、両方の脂肪源を使用する。脂質は疎水性の分子なので、代謝を開始する前に可溶化する必要がある。多くの場合、脂質代謝は、消化器系のさまざまな酵素の助けを借りて起こる加水分解から始まる。植物の脂質代謝は動物と比較するとプロセスにいくつかの違いがある。加水分解後の第2段階は、脂肪酸が腸壁の上皮細胞に吸収されることである。上皮細胞では、脂肪酸がパッケージされ、体の残りの部分に運ばれる。
本記事では主に動物の脂質代謝について述べる。

## 脂質の消化
消化は脂質代謝の最初のステップであり、リパーゼ酵素の助けを借りてトリグリセリドをより小さなモノグリセリド単位に分解するプロセスである。脂肪の消化は、口の中で舌リパーゼによる化学的消化から始まる。摂取されたコレステロールは、リパーゼによって分解されず、小腸の上皮細胞に入るまでそのままの状態である。その後、脂質は胃に進み、そこで胃リパーゼによる化学的消化が続き、機械的消化が始まる（蠕動）。ただし、脂質の消化と吸収の大部分は、脂肪が小腸に到達してから行われる。膵臓（すいぞう）から分泌された化学物質（膵リパーゼファミリーおよび胆汁酸塩依存性リパーゼ）が小腸に入り、トリグリセリドの分解を助け、さらに機械的な消化を経て、小腸の上皮細胞に吸収される個々の脂肪酸単位となる。トリグリセリドを別々の遊離脂肪酸とグリセロール単位に加水分解するためのシグナル伝達（信号）に関与するのは膵リパーゼ（すいリパーゼ）である。

## 脂質の吸収
脂質代謝の第2段階は、脂肪の吸収である。短鎖脂肪酸は胃で吸収されるが、脂肪のほとんどは小腸でのみ吸収される。トリグリセリドが個々の脂肪酸とグリセロールに分解されると、コレステロールとともにミセルと呼ばれる構造体に凝集する。脂肪酸とモノグリセリドはミセルから離れ、腸上皮細胞に入るため膜を通って拡散する。上皮細胞の細胞質ゾルでは、脂肪酸とモノグリセリドが再結合してトリグリセリドに戻り、トリグリセリドとコレステロールがカイロミクロンと呼ばれるより大きな粒子にパッケージされ、消化された脂質を輸送する両親媒性の構造体となる。カイロミクロンは、血流に乗って移動し、体内の脂肪組織やその他の組織に入る。

## 脂質の輸送
膜脂質、トリグリセリド、コレステロールは疎水性のため、リポタンパク質と呼ばれる特別な輸送タンパク質が必要である。リポタンパク質の両親媒性構造により、トリグリセロールとコレステロールが血液を介して輸送される。カイロミクロンは、リポタンパク質のサブグループの一つで、消化された脂質を小腸から体の残りの部分に運ぶ。リポタンパク質の種類によって密度が異なるのは、どのような種類の脂肪を運ぶかによる特徴を示している。たとえば、超低密度リポタンパク質（VLDL）は、体内で合成されたトリグリセリドを運び、低密度リポタンパク質（LDL）は、コレステロールを末梢組織に運ぶ。これらのリポタンパク質の多くは肝臓で合成されるが、すべてがこの器官に由来するわけではない。

## 脂質の異化
カイロミクロン（または他のリポタンパク質）が組織内を移動すると、これらの粒子は毛細血管の内皮細胞の管腔側（かんくうそく）でリポタンパク質リパーゼによって分解され、トリグリセリドを放出する。トリグリセリドは細胞に入る前に脂肪酸とグリセロールに分解され、残ったコレステロールは再び血液を通って肝臓に移動する。
グリセロールは、細胞（たとえば筋細胞）の細胞質ゾル内で、解糖系の中間体であるグリセルアルデヒド-3-リン酸に変換され、さらに酸化されてエネルギーを生成する。ただし、脂肪酸の異化の主なステップはミトコンドリアで行われる。長鎖脂肪酸（炭素数14以上）がミトコンドリア膜を通過するためには、脂肪酸アシルCoAエステルに変換される必要がある。脂肪酸代謝は、上皮細胞の細胞質内でアシルCoA合成酵素がATPの切断によるエネルギーを利用して、脂肪酸への補酵素Aの付加を触媒することで始まる。得られたアシルCoAは、ミトコンドリア膜を通過し、β酸化のプロセスに入る。β酸化経路の主な生成物は、アセチルCoA（クエン酸回路でエネルギーを生成するために使用される）、NADH、FADHである。β酸化のプロセスで必要な酵素は、アシルCoAデヒドロゲナーゼ、エノイルCoAヒドラターゼ、3-ヒドロキシアシルCoAデヒドロゲナーゼ、および3-ケトアシルCoAチオラーゼである。上の図は、脂肪酸がアセチルCoAに変換される様子を示している。パルミトイルCoA（16:0）をモデル基質とした場合の、全体的な正味の反応は次のとおりである。
7 FAD + 7 NAD+ + 7 CoASH + 7 H2O + H(CH2CH2)7CH2CO-SCoA → 8 CH3CO-SCoA + 7 FADH2 + 7 NADH + 7 H+

## 脂質の生合成
食物脂肪に加えて、脂肪組織に蓄えられた貯蔵脂質は、生体の主要なエネルギー源の一つである。トリアシルグリセロール、脂質膜、コレステロールは、各生物がさまざまな経路を介して合成する。

### 膜脂質の生合成
膜脂質はグリセロリン脂質とスフィンゴ脂質の2種類の主要クラスに大別できる。ヒトの体内ではさまざまな膜脂質が合成されており、その経路は同じパターンを持っている。第一段階は主鎖（スフィンゴシンまたはグリセロール）の合成で、第二段階は主鎖に脂肪酸を付加してホスファチジン酸を合成することである。ホスファチジン酸は、さまざまな親水性の頭部を主鎖に結合することによってさらに修飾される。膜脂質の生合成は、小胞体膜で行われる。
スフィンゴ脂質の合成はほぼ真核生物のみに限定されているのに対して、グリセロリン脂質はすべての真核生物および細菌に分布している。一方、古細菌はイソプレノイドを基盤とするまったく異なる細胞膜をもっているため、グリセロリン脂質もスフィンゴ脂質も持っていない。

### トリグリセリドの生合成
ホスファチジン酸は、トリグリセリド生合成の前駆体でもある。ホスファチジン酸ホスホターゼは、ホスファチジン酸のジアシルグリセリドへの変換を触媒し、これはアシルトランスフェラーゼによってトリアシルグリセリドに変換される。トリグリセリド生合成は、細胞質で行われる。

### 脂肪酸の生合成
脂肪酸の前駆体はアセチルCoAで、細胞内の細胞質ゾルで作られる。パルミチン酸（16:0）をモデル基質とした場合の全体の正味の反応は次のとおりである。
8 Acetyl-coA + 7 ATP + 14 NADPH + 6H+ → パルミチン酸 + 14 NADP+ + 6H2O + 7ADP + 7P¡

### コレステロールの生合成
コレステロールはすべての動物が合成するステロイドの一種である。アセチルCoAから、メバロン酸経路とそれに続く多段階のテルペノイド合成経路を経て合成される。コレステロールは、プロゲステロンなどの体内のさまざまなホルモン（ステロイドホルモン）を形成するように変化するため不可欠である。コレステロール生合成の70%は、肝細胞の細胞質ゾルで行われる。
動物以外の真核生物ではコレステロール以外のステロールがつくられる。例えば植物ではフィトステロールと呼ばれる一群のステロールが合成される。個々のステロイドへの誘導部分を除けば、ステロイドの生合成経路は全真核生物でよく保存されている。ステロイドは真核生物以外ではほとんど存在していない。

## 脂質代謝異常
脂質代謝異常（lipid metabolism disorders、先天性脂質代謝異常症を含む）は、脂肪（または脂肪様物質）の分解または合成に問題が生じる病気である。脂質代謝異常は、血中のLDLコレステロール、VLDL、トリグリセリドなどの血漿脂質濃度の上昇に関連しており、心血管疾患の原因となることが多い。多くの場合、これらの疾患は遺伝性であり、親から子へと遺伝子を介して受け継がれる状態である。ゴーシェ病（I型、II型、III型）、ニーマン・ピック病、テイ・サックス病、ファブリー病はいずれも、苦しんでいる患者が体内の脂質代謝に異常をきたすことがある病気である。脂質代謝異常に関するまれな疾患としては、シトステロール血症、ウォルマン病、レフサム病、脳腱黄色腫症がある。

## 脂質の種類
動物において、脂質代謝に関わる脂質の種類は次の通りである。

### 膜脂質
リン脂質
リン脂質（Phospholipids）は、細胞膜の脂質二重層を構成する主要な成分で、体のさまざまな部分に存在している
スフィンゴ脂質
スフィンゴ脂質（Sphingolipids）は、主に神経組織の細胞膜に存在する。
糖脂質
糖脂質（Glycolipids）の主な役割は、脂質二重層の安定性を維持し、細胞の認識を促進することである。
グリセロリン脂質
　脳を含む神経組織には、グリセロリン脂質（Glycerophospholipids）が大量に含まれている。

### その他の種類の脂質
コレステロール
コレステロール（Cholesterols）は、プロゲステロンやテストステロンなど、ヒトの体内のさまざまなホルモンの主な前駆体である。コレステロールの主な機能は、細胞膜の流動性の制御である。
ステロイド (ステロイド産生も参照)
ステロイド（Steroid）は重要な細胞シグナル伝達分子の一つである。
トリアシルグリセロール (脂肪分解と脂質生合成も参照)
トリアシルグリセリド（Triacylglycerols、fats）は、人体のエネルギー貯蔵の主要な形態である。
脂肪酸 (脂肪酸代謝も参照)
脂肪酸は、脂質膜やコレステロールの生合成に使われる前駆体の一つである。それらはまた、エネルギーとしても使用される。
胆汁酸塩
胆汁酸塩（Bile salts）は肝臓から分泌され、小腸での脂質消化を促進する。
エイコサノイド
エイコサノイド（Eicosanoids）は体内の脂肪酸から作られ、細胞のシグナル伝達に使われる。
ケトン体
ケトン体（Ketone bodies）は、肝臓で脂肪酸から作られる。その機能は、飢餓状態や食物摂取量が少ない時にエネルギーを生成することである。